# The Royal Canadian Regiment
Ne doit pas être confondu avec The Royal Regiment of Canada
Vous lisez un « bon article » labellisé en 2011.  Il fait partie d'un « bon thème ».
The Royal Canadian Regiment ou The RCR, littéralement « Le Régiment royal canadien », est un régiment d'infanterie de l'Armée canadienne des Forces armées canadiennes. Il s’agit du plus ancien régiment de ce type dans la Force régulière au Canada. Le régiment est aujourd'hui divisé en quatre bataillons dont un de réserve pour un total d'environ 2 000 soldats. Il est le principal occupant de la base des Forces canadiennes (BFC) Petawawa en Ontario et de la BFC Gagetown au Nouveau-Brunswick. Le régiment n'est pas une structure organisationnelle en tant que telle, mais plutôt protocolaire. Les quatre bataillons du régiment sont donc des unités opérationnelles distinctes. Néanmoins, le régiment a un quartier général régimentaire sur la BFC Petawawa qui s'occupe des affaires régimentaires qui ne dépendent pas des unités en particulier. Depuis sa formation en 1883, le RCR a été employé dans presque tous les conflits impliquant les Forces armées canadiennes.

## Structure
Le régiment est composé de quatre bataillons dont trois de la Force régulière et un de la Première réserve. Le quartier général (QG) régimentaire cohabite avec le 1er bataillon dans les Victoria Barracks, littéralement « Casernes Victoria », de la BFC Petawawa en Ontario. Les bataillons de la Force régulière sont chacun sous le commandement du 2e Groupe-brigade mécanisé du Canada. Les deux premiers bataillons sont de l'infanterie mécanisée tandis que le 3e est de l'infanterie légère. De son côté, le bataillon de réserve, le 4e, appartient au 31e Groupe-brigade du Canada.
Le régiment n'est pas une structure de commandement opérationnel, mais plutôt protocolaire, et chaque bataillon forme en fait des unités opérationnelles distinctes. Puisque le régiment n'est pas une chaîne de commande, les bataillons du RCR reçoivent directement des tâches opérationnelles.
Le colonel du régiment est le major-général Walter M. Holmes, MBE, CD. Le colonel régimentaire est le colonel M.J. Pearson, MSC, CD.
| Bataillon | Base                                     | Brigade                              | Type                         | Compagnies |
| --------- | ---------------------------------------- | ------------------------------------ | ---------------------------- | ---------- |
| 1er       | BFC Petawawa (Ontario)                   | 2e Groupe-brigade mécanisé du Canada | Infanterie mécanisée         | A à F      |
| 2e        | BFC Gagetown (Nouveau-Brunswick)         | 2e Groupe-brigade mécanisé du Canada | Infanterie mécanisée         | G à L      |
| 3e        | BFC Petawawa (Ontario)                   | 2e Groupe-brigade mécanisé du Canada | Infanterie légère            | M à R      |
| 4e        | London, Stratford et Woodstock (Ontario) | 31e Groupe-brigade du Canada         | Première réserve, infanterie | S et T     |

### 1erbataillon
Le 1er bataillon du RCR (1RCR) occupe les Victoria Barracks sur la BFC Petawawa en Ontario,. Le 1RCR est un bataillon d'infanterie mécanisée de la Force régulière et utilise le VBL III (véhicule blindé léger) comme principal véhicule. Le bataillon est composé de quatre compagnies de fusiliers : la compagnie A ou Duke's, la compagnie B ou Bravo, la Compagnie C ou Charles et la compagnie D ou Delta. Il comprend également une compagnie d'appui, la compagnie E ou Echo et une compagnie de services d'appui, la Compagnie F ou Foxtrot. La Compagnie A est appelée la « Duke of Edinburgh's Company », littéralement la « compagnie du duc d'Édimbourg », ou en version abrégée « Duke's Company ». Elle ne devrait jamais être appelée la compagnie Alpha. Dans la même lignée, la compagnie C porte le nom de « Charles Company » au lieu de compagnie Charlie depuis la guerre de Corée. Le commandant actuel du 1er bataillon est le lieutenant-colonel C. Mialkowski, CD et son commandant adjoint est le major J. Price, CD. Le sergent-major régimentaire du 1er bataillon est l'adjudant-chef S.G. Hartnell, CD.

### 2ebataillon

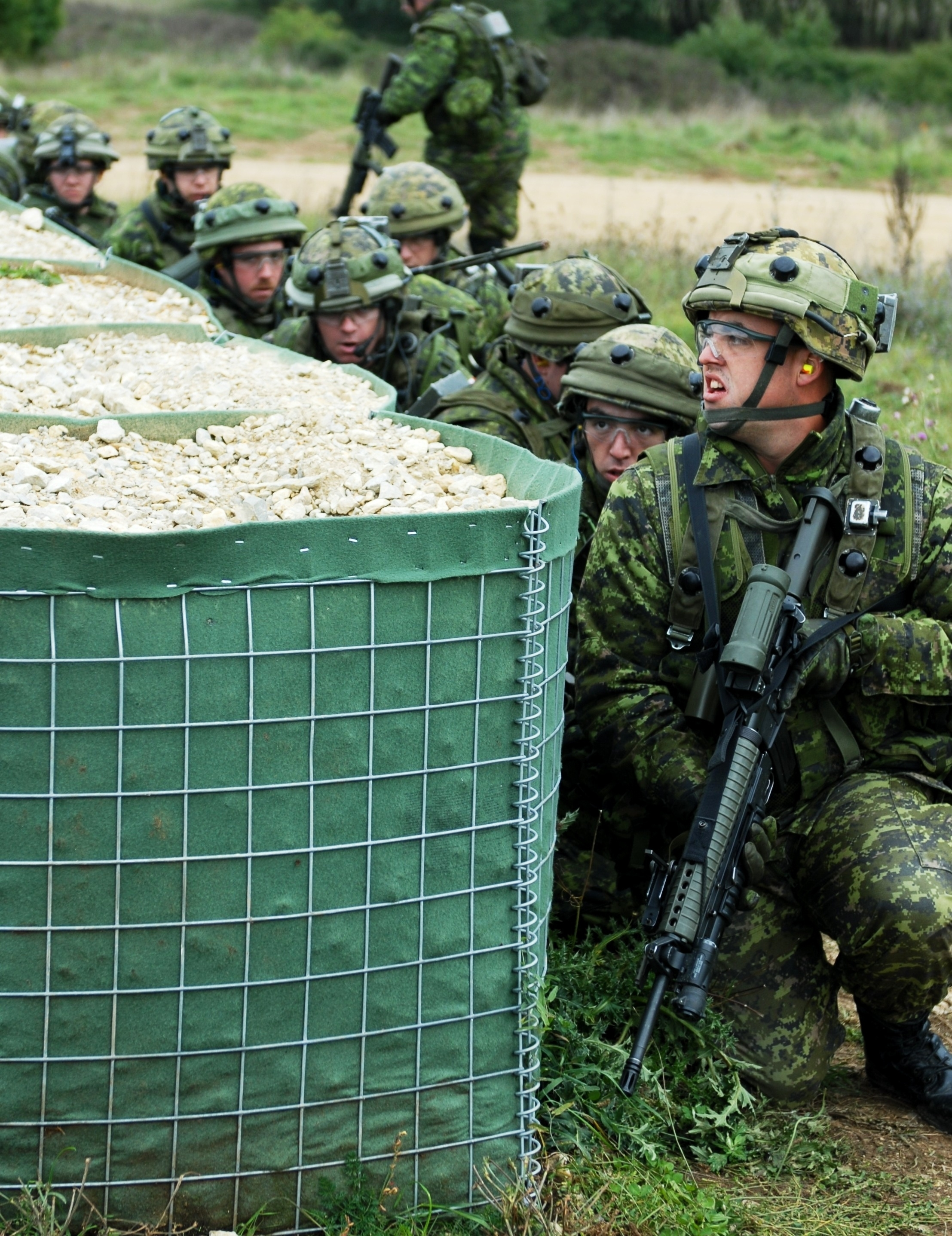
Des soldats de la compagnie India lors d'un exercice multinational en Allemagne en 2008

Le 2e bataillon du RCR (2RCR) occupe les Gregg Barracks, littéralement « casernes Gregg », sur la BFC Gagetown au Nouveau-Brunswick,. Tout comme le 1RCR, le 2RCR est un bataillon d'infanterie mécanisée de la Force régulière qui utilise principalement le VBL III. Le bataillon est composé de trois compagnies de fusiliers : la Compagnie G ou Golf, la Compagnie H ou Hotel et la Compagnie I ou India. Il comprend également une compagnie d'appui, la Compagnie K ou Kilo et une compagnie de services d'appui, la Compagnie L ou Lima. Bien que le bataillon fasse partie du 2e Groupe-brigade mécanisé du Canada, une composante du Secteur du Centre de la Force terrestre, il relève du Secteur de l'Atlantique de la Force terrestre. Son commandant actuel est le lieutenant-colonel J.S. Fife, CD, et son commandant adjoint est le major W.M. Archibald, CD. Le sergent-major régimentaire du 2e bataillon est l'adjudant-chef A.E. Penton, CD.

### 3ebataillon
Le 3e bataillon du RCR (3RCR) occupe les Foulkes Barracks, littéralement « casernes Foulkes », sur la BFC Petawawa en Ontario,. Le 3RCR est un bataillon d'infanterie légère de la Force régulière et possède une compagnie de parachutistes. Il est composé de trois compagnies de fusiliers dont une de parachutistes : la Compagnie M ou Mike, la Compagnie N ou November et la Compagnie O ou Oscar. Il comprend également une compagnie d'appui, la Compagnie Q ou Québec et une compagnie de services d'appui, la Compagnie R ou Romeo. La Compagnie Mike est souvent appelée « Para Company », la Compagnie Para, puisqu'elle est composée de parachutistes, mais ce nom n'est pas officiel au niveau du régiment. Le bataillon est commandé par le lieutenant-colonel K.I. Cameron, CD, et son commandant adjoint est le major S.J. Parker, CD. Le sergent-major régimentaire du 3e bataillon est l'adjudant-chef W.A. Bartlett, MSC, CD.

### 4ebataillon

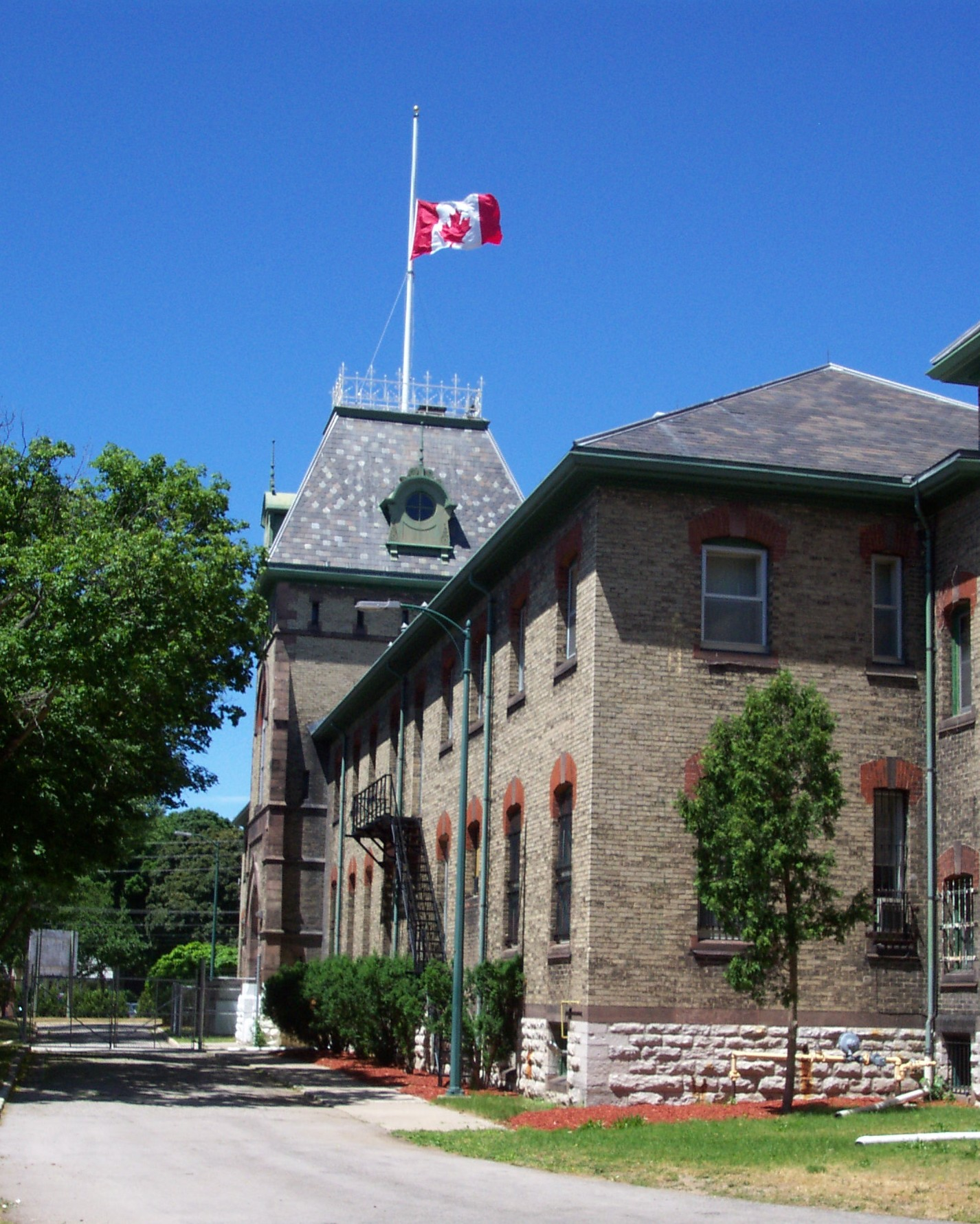
Wolseley Hall

Le 4e bataillon (4RCR) est le seul bataillon de la Première réserve du Royal Canadian Regiment. Il est composé de deux compagnies : la Compagnie S ou Sierra et la Compagnie T ou Tango. La Compagnie S comprend son quartier général et deux pelotons logés aux Wolseley Barracks, littéralement « Casernes Wolseley », à London et la Compagnie T comprend son QG et trois pelotons de fusiliers à Woodstock et à Stratford tous en Ontario. Le lieutenant-colonel G.P. Willaert, CD est actuellement le commandant du bataillon. Le musée du Royal Canadian Regiment est également situé dans le Wolseley Hall des Wolseley Barracks. Les Wolseley Barracks et plus précisément le Wolseley Hall est le premier bâtiment construit par le gouvernement spécifiquement pour la nouvelle armée à la fin du XIXe siècle.

## Histoire

### Origines (1893-1900)

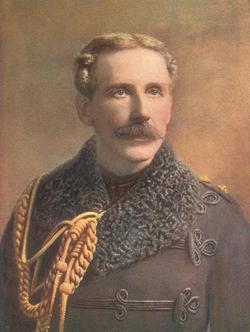
William D. Otter, premier commandant du RCR, alors le RCRI, et premier chef de l'Armée canadienne

Le RCR est l'une des plus anciennes unités de la Force régulière canadienne encore en service. Le régiment a été formé le 21 décembre 1883 en tant que l'Infantry School Corps, littéralement « Corps d'école d'infanterie », chargée d'entraîner la Milice canadienne,,. Les premiers honneurs de bataille du régiment sont reçus lors de la Rébellion du Nord-Ouest en 1885 où il se bat notamment à Batoche et à Cut Knife Creek en Saskatchewan,. Deux membres du corps ont fait le sacrifice de leur vie au cours de cette campagne : le bluger (clairon) Herbert Foulkes et le soldat Arthur J. Watson. Foulkes est mort au combat le 2 mai 1885 à la colline Cut Knife d'une balle qui l'atteignit à la poitrine. Watson a succombé à ses blessures le 1er mai 1885 à la suite de son engagement à Fish Creek.
En 1893, dans le cadre de la nouvelle emphase sur la capacité de combat, le régiment change de nom pour The Royal Canadian Regiment of Infantry (The RCRI). William Dillon Otter est son premier commandant. Il deviendra plus tard le premier chef canadien de l'Armée canadienne.

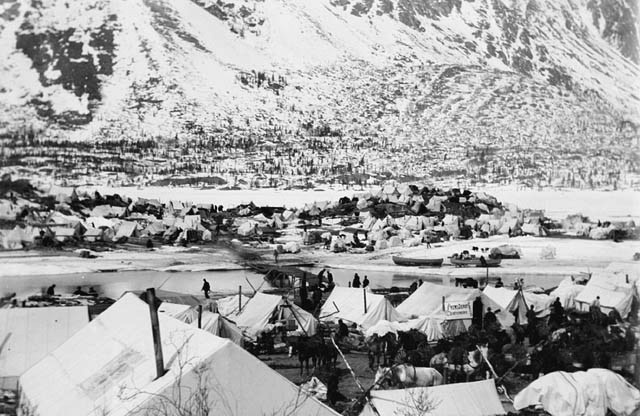
Un camp de mineurs à l'embouchure du fleuve Yukon lors de la ruée vers l'or

Plus tard, le régiment fournit du personnel à la Yukon Field Force pour assister la Police montée du Nord-Ouest au Yukon pendant la ruée vers l'or du Klondike. En effet, la découverte d'or dans la vallée de la rivière Klondike en août 1896 a entraîné plusieurs gens à la recherche d'or dans les années 1897 et 1898. C'est un total de 42 500 individus qui se ruent dans le territoire. Le RCRI fournit un total de 133 militaires à la Yukon Field Force.
En avril 1898, la Compagnie No 4 du RCR à Fredericton au Nouveau-Brunswick est remplacée par une compagnie du Royal Berkshire Regiment afin de se rendre à Halifax en Nouvelle-Écosse pour étudier l'organisation et les devoirs d'un bataillon pour une durée de six mois.

### Seconde guerre des Boers (1899-1902)

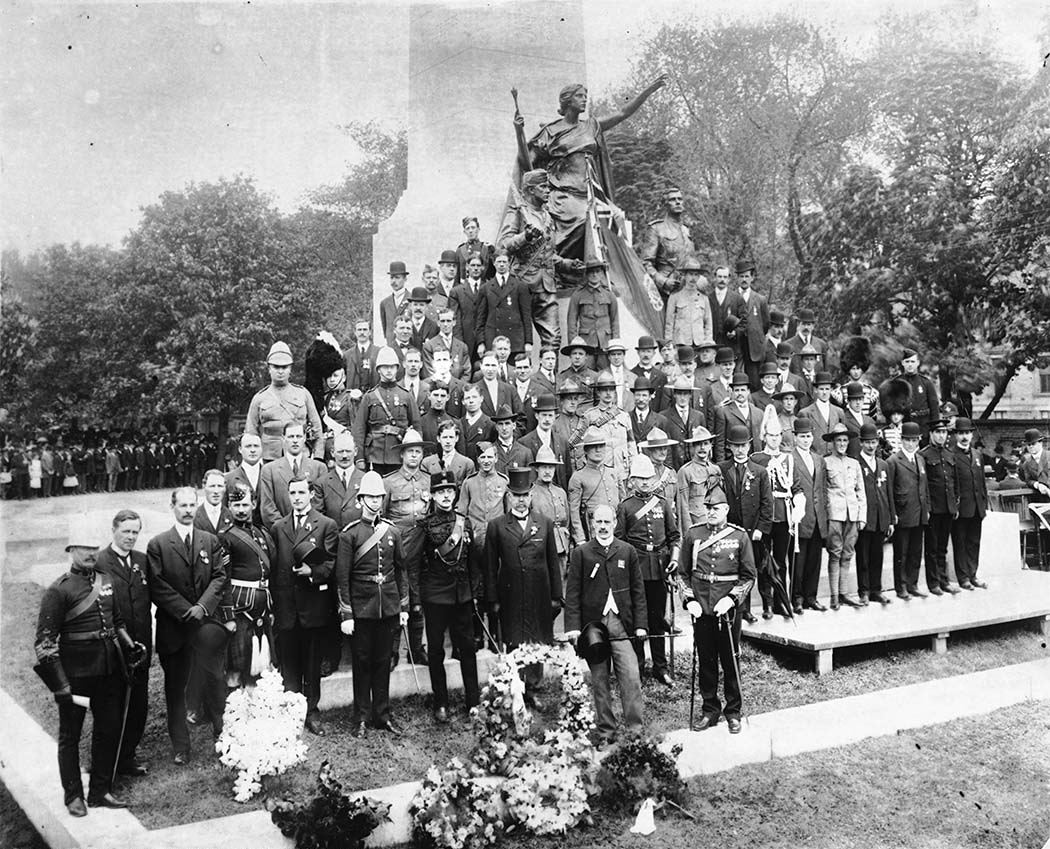
Le dévoilement du mémorial de la seconde guerre des Boers en 1908 à Toronto

À la fin de l'année 1899, le Canada offre les services d'un millier de militaires en support à la seconde guerre des Boers. Le second bataillon du RCRI sous le commandement du lieutenant-colonel Otter prend part à cette guerre en Afrique du Sud qui est le premier déploiement du Canada outre-mer. D'ailleurs, en octobre 1899, la Compagnie H du 2e bataillon spécial recrute en Nouvelle-Écosse afin de servir en Afrique du Sud. Le bataillon débarque au Cap (Cape Town), puis s'entraîne à Belmont afin de se familiariser avec le terrain. Il connaît l'action pour la première fois lors de cette guerre le 1er janvier 1900 à Sunnyside Kopjes. En fait, l'unité joue un rôle instrumental lors de la victoire de la bataille de Paardeberg du 18 au 27 février 1900 pour mener à la défaite du commando boer ouvrant ainsi l'accès à Bloemfontein. Le soldat Richard Rowland Thompson reçoit la Queen's Scarf of Honour (en), littéralement « Foulard d'honneur de la reine », pour ses actions lors de la bataille de Paardeberg,. La reine remet ce foulard qu'elle a fabriqué elle-même à un membre non commissionné de chaque contingent colonial qui a démontré l'acte le plus brave du conflit. Le soldat Thompson fait partie de la Compagnie D du 2e bataillon spécial du Royal Canadian Regiment of Infantry, mais est originaire des 43rd Ottawa and Carleton Rifles, aujourd'hui The Cameron Highlanders of Ottawa,. Deux actes de bravoure lui sont attribués pour la remise de cet honneur. Le premier se déroule dans la nuit du 18 au 19 février 1900 à Paardeberg où il a gardé le soldat Bradshaw qui était sévèrement blessé en vie. Le second se déroule le matin du 27 février 1900 lors de la prise de la capture du laager (wagon-fort) boer où il quitta la tranchée à deux reprises pour porter assistance à des camarades blessés allongés devant les tranchées.
En mars 1900, le 3e bataillon du RCRI récemment levé est placé sous le commandement temporaire du colonel B.H. Vidal et est mis en garnison à la citadelle d'Halifax afin de permettre au 1er bataillon du Prince of Wales' Leinster Regiment (Royal Canadians) d'aller servir en Afrique du Sud,. Il recevra l'ordre de dissolution le 27 septembre 1901 alors que le 5e bataillon du Royal Garrison Regiment accoste à Halifax pour prendre le rôle de garnison,. L'ordre sera exécuté le 29 septembre.

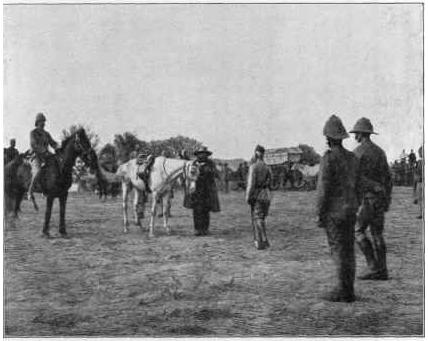
Capitulation du général boer Cronje

De plus, la compagnie de Toronto du 2e bataillon du RCRI, lors d'une action menée par le régiment australien Queensland Mounted Infantry (en), vainc un commando de Boers. Le régiment se distingue également lors de sa marche qui le mène à Pretoria. Après une année passée en Afrique du Sud, le bataillon revient au Canada et est dissous. Le premier contingent à partir de l'Afrique du Sud embarque le 1er octobre 1900 à bord du S.S. Idaho en direction de Halifax avec 16 officiers et 430 militaires du rang à son bord.
En 1901, le régiment change de nom pour adopter son nom actuel de The Royal Canadian Regiment ou The RCR. Le 11 octobre 1901 à Toronto, le duc de Cornwall qui deviendra plus tard le roi George V remet les premières couleurs portant les honneurs de la bataille de la Rébellion du Nord-Ouest de 1885 et de la bataille de Paardeberg et d'Afrique du Sud de 1899 et 1900.

### La Première Guerre mondiale et l'entre-deux-guerres (1914-1939)

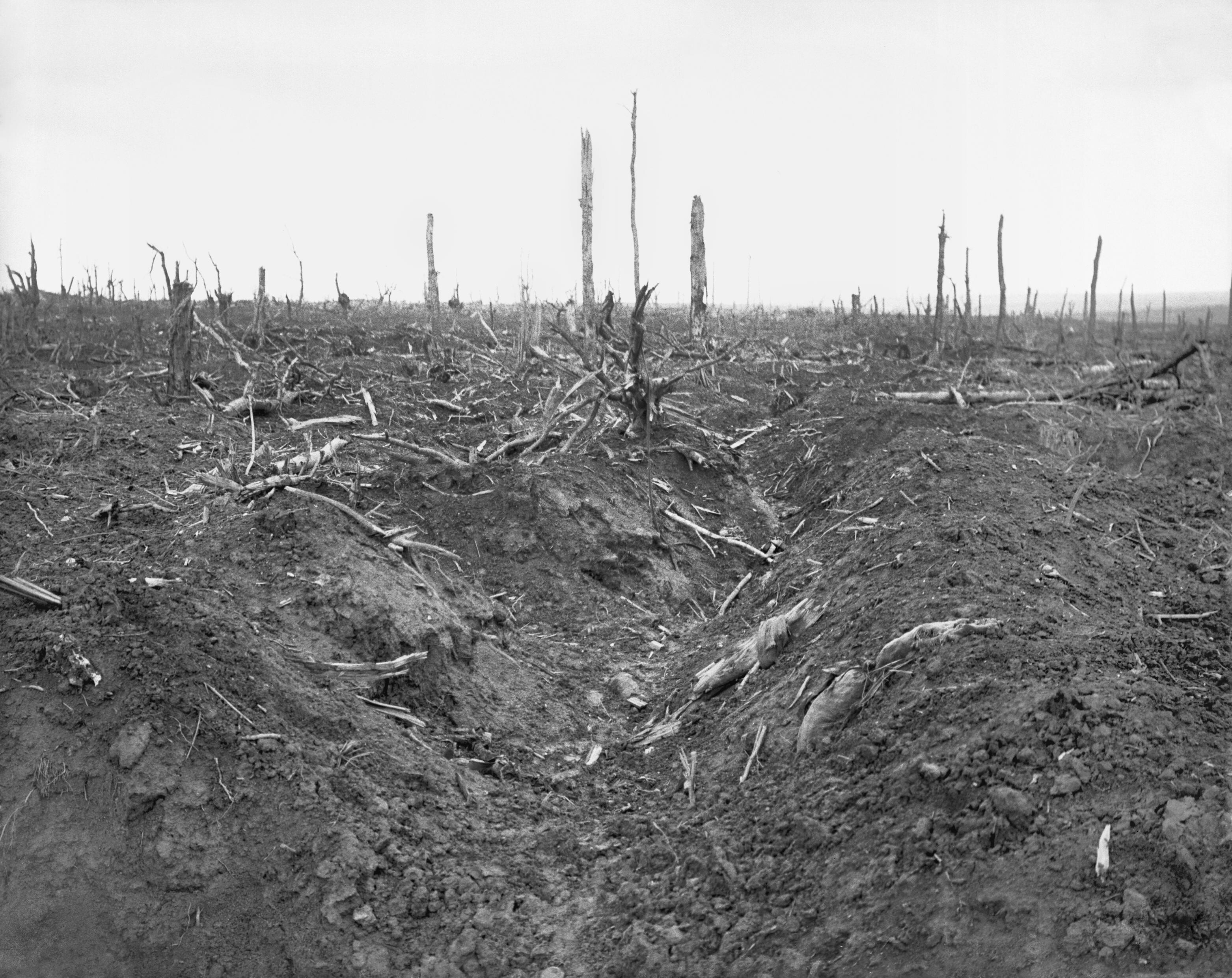
Tranchée allemande lors de la bataille de la Somme

Dès le début de la Première Guerre mondiale, le commandant des troupes du RCR principalement concentrées à Halifax se porte volontaire pour déployer en Europe. Cependant, pour des raisons politiques, il reçoit plutôt des devoirs de garnison aux Bermudes du 14 septembre 1914 au 12 août 1915. Finalement, le RCR est déployé outremer le 26 août 1915. Il s'entraîne pendant huit semaines au camp Shorncliffe en Angleterre. Le RCR est envoyé en France dans les tranchées de Ploegsteert en tant que composante du Corps canadien.
Lors de la formation de la 3e Division canadienne en octobre 1915, le RCR devient une composante de la 7e Brigade d'infanterie canadienne surnommée la Shiny 7th Brigade, littéralement la « Brillante 7e Brigade », en se joignant au Princess Patricia's Canadian Light Infantry (PPCLI) et aux 42e et 49e bataillons de la Force expéditionnaire canadienne. À la fin de la guerre en 1918, le RCR fut le premier des troupes alliées à entrer dans la ville de Mons en Belgique depuis la retraite des troupes britanniques en 1914. Le 27 octobre 1918, le lieutenant Milton F. Gregg reçoit la Croix de Victoria, la plus haute distinction du Commonwealth, pour ses actes de bravoure et ses initiatives durant les opérations près de Cambrai en France du 27 septembre au 1er octobre de la même année.
En somme, le régiment reçoit vingt-deux honneurs de batailles pour ses actions au cours de la Première Guerre mondiale dont dix seront inscrites sur ses couleurs. Ceux-ci incluent : Mont Sorrel et Somme (1916) ; Flers-Courcelette, Hauteurs de l'Ancre, Arras, Vimy, Côte 70 et Ypres (1917) ; Passchendaele, Amiens et Scarpe (1918) ; Ligne Hindenburg, Canal du Nord, Poursuite de Mons et France et Flandres (1914-1918).
Durant l'Entre-deux-guerres, de 1919 à 1939, le RCR retourne à son rôle d'entraîner la milice dans ses garnisons de London en Ontario, de Halifax en Nouvelle-Écosse, de Toronto en Ontario et de Montréal au Québec.

### La Seconde Guerre mondiale (1939-1945)

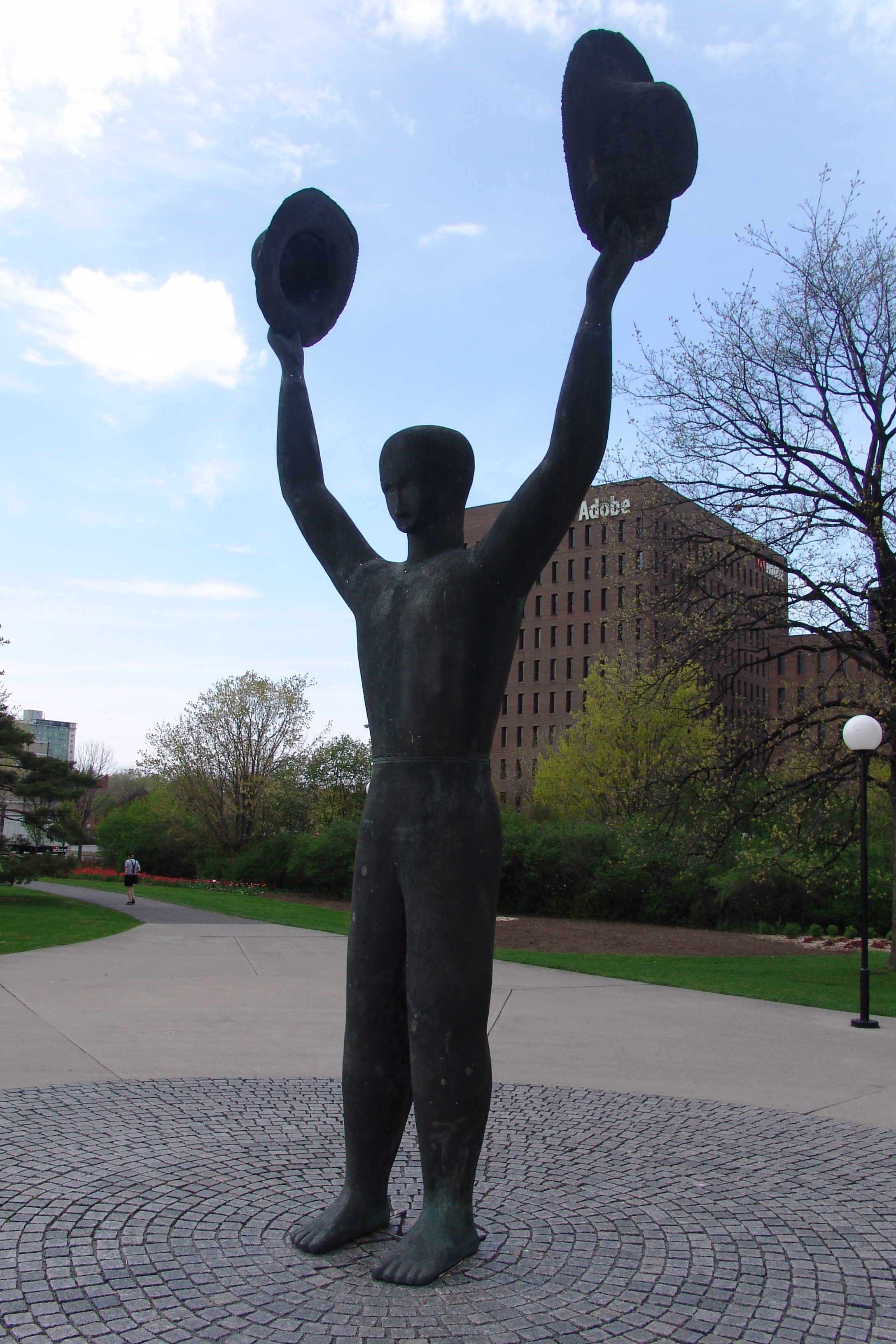
Un monument donné au Canada par les Pays-Bas en remerciement de la libération d'Apeldoorn

Le 1er septembre 1939, alors que le Canada se prépare à participer à la Seconde Guerre mondiale, le RCR est placé en service actif. Le RCR concentre ses troupes à Valcartier au Québec avec The Hastings and Prince Edward Regiment et 48th Highlanders of Canada pour former la 1re Brigade d'infanterie canadienne. Il se déplace alors pour le Royaume-Uni en décembre où il s'entraînera durant trois ans.
Le 10 juillet 1943, le RCR effectue un débarquement amphibie à Pachino en Sicile dans le cadre de l'Opération Husky. À Pachino, le RCR se bat dans une courte campagne qui se termine le 5 août. Le 3 septembre 1943, le RCR effectue un second débarquement amphibie à Reggio di Calabria en Calabre où le régiment effectue une bataille mobile jusqu'à ce qu'il soit ramené à Molise le 23 octobre pour se reposer.
Le 1er décembre 1943, le RCR en tant que composante de la 1re Division d'infanterie canadienne se déplace vers le nord-ouest en direction d'Ortona dans les Abruzzes pour connaître la pire bataille des deux mois suivants. Le RCR avec le 48th Highlanders of Canada jouent un rôle important dans les attaques contre la ligne défensive allemande Adolf Hitler alors qu'ils capturent Pontecorvo. En septembre, le régiment prend également part aux attaques contre la Ligne gothique sur la côte de la mer Adriatique.
En février 1945, après avoir passé 18 mois en Italie, le régiment est transféré dans le Nord-Ouest de l'Europe. Il prend part à la libération de la ville néerlandaise d'Apeldoorn le 17 avril 1945. À partir de là le régiment occupe une position de réserve jusqu'à ce qu'il soit rapatrié au Canada la même année.
En somme, le RCR a passé cinq ans et quatre mois en Europe au cours de la Seconde Guerre mondiale et a souffert la perte de 370 soldats morts et 1 207 blessés. Le régiment reçoit un total de vingt-sept honneurs de bataille dont dix seront inscrits sur les couleurs régimentaires.

### La guerre de Corée (1950-1954)

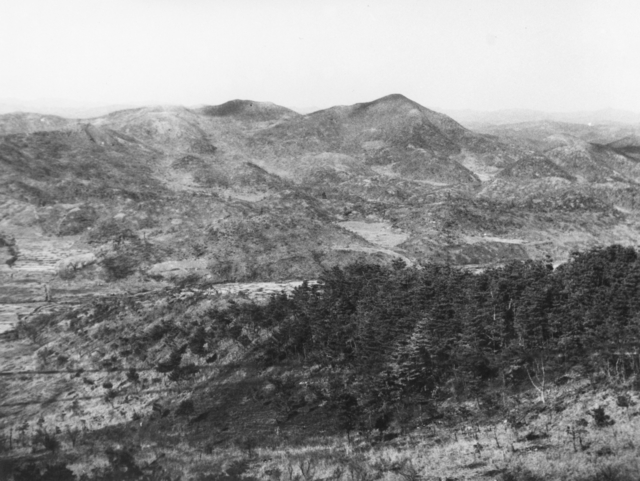
Maryang San en Corée en 1952

En 1950, le RCR est appelé à contribuer aux forces du Canada pour la guerre de Corée. Une nouvelle Force de service actif est créée et le régiment grandit d'un bataillon, puis d'un autre, et devient une organisation à trois bataillons.
Le 2e bataillon embarque le 20 avril 1951 et débarque à Pusan en Corée le 4 mai. Trois semaines plus tard, les membres du 2e bataillon rencontrent l'ennemi pour la première fois à la colline 407. En 1952, le 2e bataillon est rapatrié au Canada et remplacé par le 1er. Ce dernier prend part à la bataille de Maryang San en février pour la prise de Kowang-San contre les Chinois. Le 1er bataillon est ensuite remplacé par le 3e qui prend la ligne Jamestown sur la colline 187, une des positions initiales du 2e bataillon, où il a délivré une de ces dernières batailles le 2 mai avant l'armistice de 1953. En mai 1954, le 3e bataillon est rapatrié au Canada puis dissous le 21 juillet.
En somme, le RCR a souffert la mort de 117 soldats et 401 blessés durant la Guerre de Corée. Le régiment reçoit l'honneur de bataille de la Guerre de Corée pour sa participation.

### L'après-guerre et la guerre froide (1953-1992)
Le 19 mars 1953, le 2e bataillon est envoyé à Soest en Allemagne de l'Ouest sous l'égide de l'Organisation du traité de l'Atlantique nord (OTAN). Le 8 décembre de la même année, le prince Philip, duc d'Édimbourg, accepte la position de colonel en chef du régiment.
En juillet 1954, deux régiments de milice de London, les Canadian Fusiliers (City of London Regiment) et The Oxford Rifles sont unis et renommés The London and Oxford Fusiliers (3rd Battalion, The Royal Canadian Regiment). Cette nouvelle unité devient la composante de réserve du RCR. En 1958, elle est renommée 3rd Battalion, The Royal Canadian Regiment (London and Oxford Fusiliers).

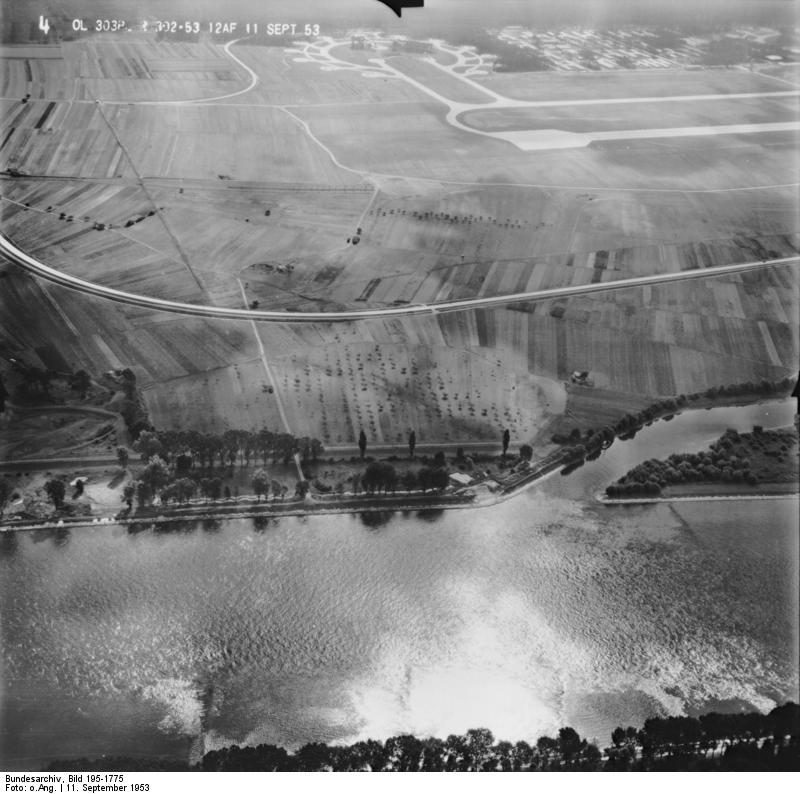
Photo de 1953 montrant la piste d'atterrissage de la BFC Baden-Söllingen en Allemagne

Durant les années 1950 et 1960, différents bataillons du RCR sont postés tour à tour au 4e Groupe-brigade mécanisé du Canada à Fort York en Allemagne. En fait, durant toute la période allant de 1958 à 1983, les bataillons du RCR ont participé à des rotations sur l'île de Chypre sous l'Organisation des Nations unies (ONU) et en Allemagne sous l'OTAN. De 1977 à 1984 et de 1988 à 1993, le 3e bataillon est déployé en Allemagne et stationné à BFC Baden-Söllingen. De 1984 à 1988, il était en rotation à Winnipeg en Alberta.
Le 3e bataillon est renommé 4e bataillon en 1970 alors que le 3e bataillon de la Force régulière est réactivé avec l'intégration des soldats du 2e bataillon des Canadian Guards. Lors de cette amalgamation, plusieurs autres bataillons de la Force expéditionnaire du Canada de la Première Guerre mondiale viennent rejoindre le RCR : le 1er, le 33e, le 71e, le 142e et le 168e ainsi que le 2e bataillon du Canadian Machine Gun Corps (en). Cette amalgamation a aussi pour effet d'augmenter la liste des honneurs de bataille du régiment pour la Première Guerre mondiale en additionnant tous les honneurs des unités réunies. À la même époque, le 2e bataillon du RCR est relocalisé à la BFC Gagetown au Nouveau-Brunswick et reconstitué à partir de soldats du Black Watch (Royal Highland Regiment) of Canada, qui est dissous.
Les trois bataillons de la Force régulière du RCR sont déployés durant la Crise d'octobre de 1970 dans le cadre de la réponse du gouvernement au Front de libération du Québec (FLQ). Le 1er bataillon est envoyé à Ottawa en Ontario tandis que les 2e et 3e bataillons sont envoyés à Montréal au Québec.
À partir de 1972, le 3e bataillon prend le rôle de la contribution canadienne au Commandement mobile allié en Europe (armée) (en). Ce rôle implique plusieurs exercices d'entraînement dans le Nord de la Norvège et du Danemark. Ce rôle fut abandonné en 1975. En octobre 1976, le 3e bataillon effectue son premier déploiement sur l'île de Chypre. Le RCR a aussi déployé en 1976, pendant l’opération Gamescan en soutien aux Jeux olympiques de 1976 à Montréal au Québec. Alors qu'il se trouvait à Chypre, on annonce au 3e bataillon qu'il est envoyé à Baden en Allemagne de l'Ouest à l'été 1977. En juillet 1977, le 1er bataillon du RCR stationné à London remplace le 1er bataillon du PPCLI pour son rôle dans le Commandement mobile allié en Europe (armée).
En 1983, le régiment célébrait son centième anniversaire de service. Le prince Philip, duc d'Édimbourg et colonel-en-chef du régiment, inspecta et s'adressa à une parade formée des quatre bataillons du RCR à London à cette occasion. De plus, des membres du 3 (Airborne) Commando, qui est l'unité du Canadian Airborne Regiment affiliée au RCR, étaient également présents sur cette parade.
En 1989, la désignation du bataillon de réserve est raccourcie à simplement 4th Battalion, The Royal Canadian Regiment ou 4e bataillon, The Royal Canadian Regiment.
Au printemps 1990, le 1er bataillon du RCR est déployé à Akwesasne en Ontario en support aux autorités civiles durant la crise d'Oka dans le cadre de l’opération Kahnawake. Plus tard, le 2e bataillon est déployé à Oka et à Kahnawake au Québec pour des tâches similaires dans le cadre de l’opération Salon. La même année, d'octobre à décembre, la Compagnie M du 3e bataillon est déployée au Qatar dans le golfe Persique pour l'opération Bouclier du désert de la deuxième guerre du Golfe. La Compagnie C du 1er bataillon ainsi que la Compagnie P du 3e bataillon ont également servi dans le golfe persique de janvier à mars 1991 lors de l'opération Tempête du désert
À la fermeture de la BFC Baden-Söllingen en 1993, le 3e bataillon s'établit à la BFC Borden en Ontario en tant qu'un bataillon « 10/90 », un concept voulant qu'un bataillon de chaque régiment de la Force régulière ait environ 10 % de personnel à temps plein et 90 % de réserviste d'une variété d'unités des environs. En 1996, ce bataillon devient une unité d'infanterie légère régulière.

### Maintien de la paix (1992-2004)

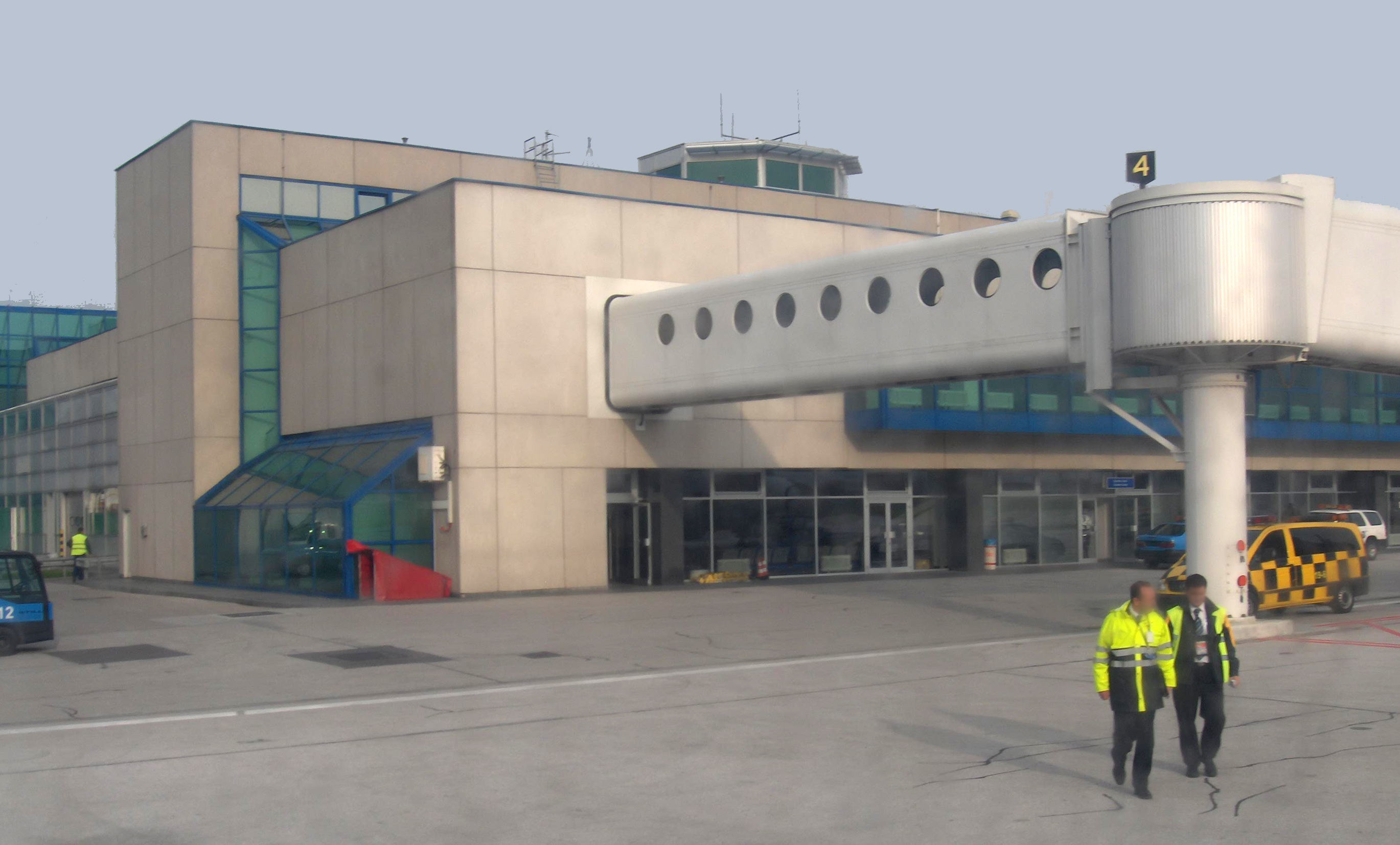
Aéroport international de Sarajevo.

Des éléments du 3e bataillon jouent un rôle clé dans l'ouverture de l'aéroport international de Sarajevo durant les guerres de Yougoslavie. Quant à lui, le 2e bataillon a été envoyé pour de l'aide humanitaire en Bosnie-Herzégovine et pour le maintien de la paix en Macédoine. De plus, le 1er bataillon sert dans des missions de maintien de la paix dans le Sud de la Croatie.

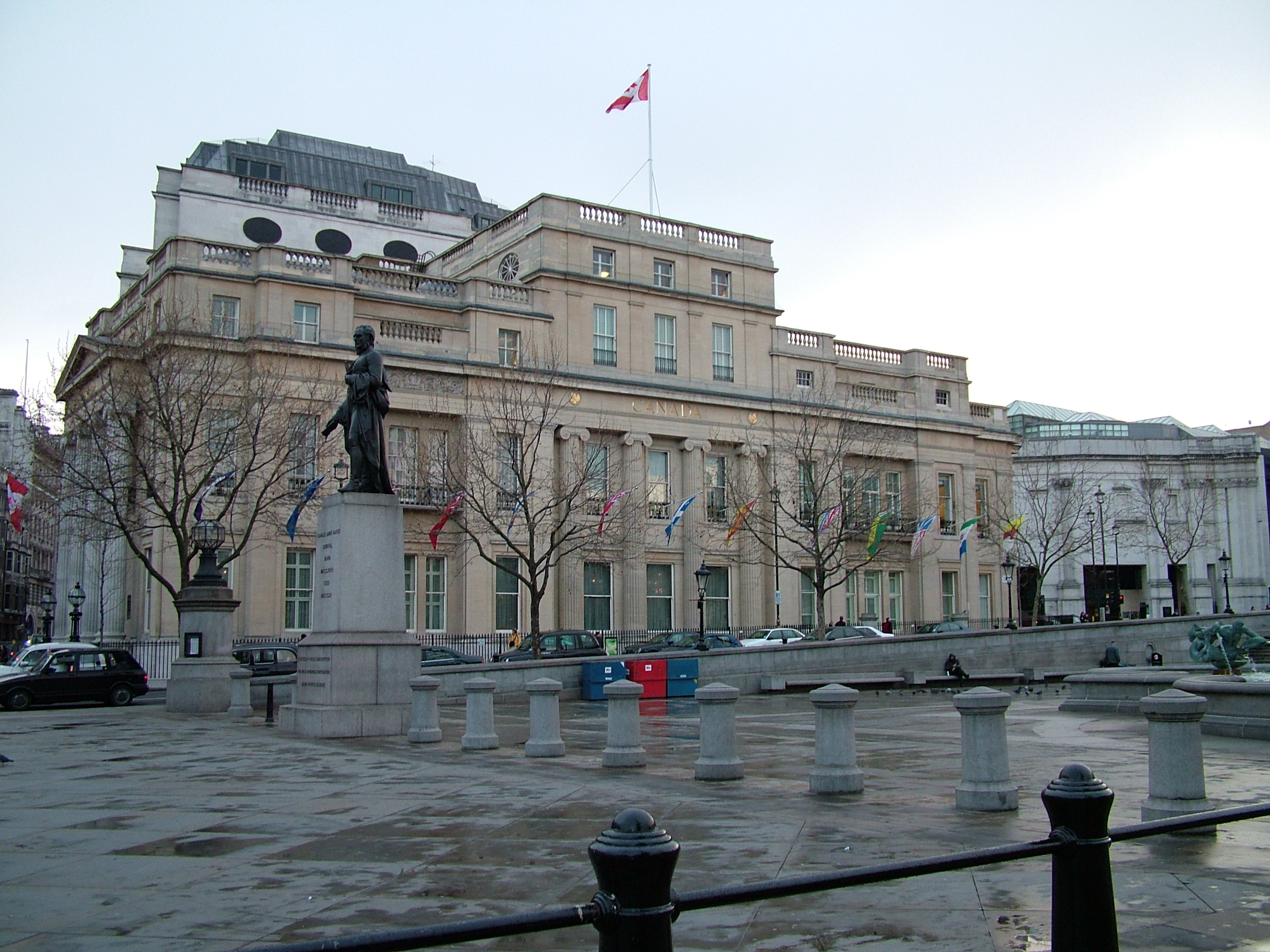
Canada House à Londres au Royaume-Uni.

En 2000, le 2e bataillon eu l'honneur de monter la Garde royale au palais de Buckingham alors qu'un détachement se rend à Londres pour commémorer l'implication du Canada dans la seconde guerre des Boers et pour célébrer l'ouverture du haut-commissariat du Canada au Royaume-Uni ou Canada House. Plus tard la même année, la Compagnie H du 2RCR est déployée en Afrique.
En 2004, la Compagnie I du 2e bataillon est déployée à Port-au-Prince en Haïti dans le cadre de l'opération Halo (en) pour conduire des opérations de sécurité au sein de la Force multinationale intérimaire. La Compagnie I conduit aussi des opérations humanitaires avec la compagnie H en juin. Plus tard, la Compagnie H se redéploie à Gonaïves en Haïti.

### Guerre d'Afghanistan (2003-2010)

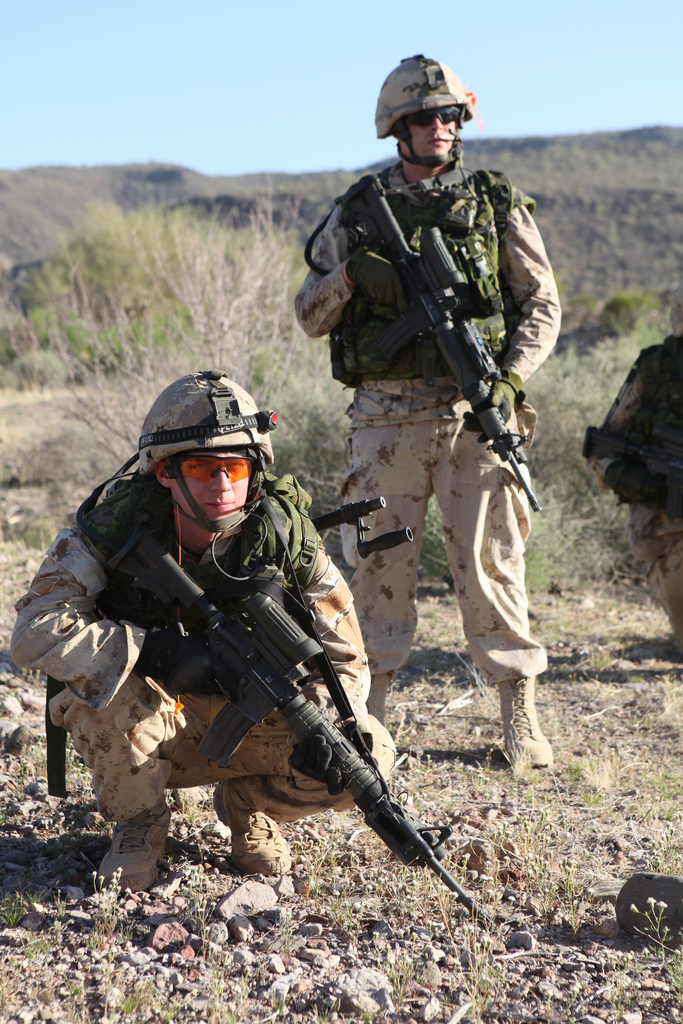
Des soldats de la compagnie November du 3e Bataillon du Royal Canadian Regiment en entraînement en Arizona aux États-Unis en 2011

Lors de la Guerre d'Afghanistan, un groupement tactique basé sur la Compagnie I est déployé à Kaboul en Afghanistan le 26 mai 2003 pour former la compagnie de défense et de sécurité pour la construction du camp canadien. Il retourne au Canada en août, alors que 3e bataillon prend en charge les opérations de la Force internationale d'assistance et de sécurité (FIAS) pour la période allant d'août 2003 à février 2004.
Le 1RCR est déployé au sein de la 3e et dernière rotation de la phase 1 de l'opération Athena en mars 2005. Le bataillon reste en Afghanistan jusqu'en juillet de la même année. D'août 2005 à février 2006, c'est le deuxième bataillon qui assume la première rotation dans le cadre de la phase 2 de l'opération Athena.
En août 2006, un groupement tactique formé autour du 1RCR arrive en Afghanistan pour prendre le relais du 1er bataillon du PPCLI et, peu après, conduire la bataille de Panjwaye incluant notamment l'Opération Méduse qui vit la perte 19 soldats de la coalition en moins de deux mois et demi lors d'une année qui fut une des plus meurtrières pour le Canada en Afghanistan,. Au total, d'août 2006 à février 2007, le groupement tactique canadien perd 17 soldats, dont 9 du RCR, tous du 1er bataillon.
En février 2007, le 2e bataillon et son groupement tactique arrive à Kandahar pour prendre le relais du 1RCR. Il y reste jusqu'en août 2007 après quoi il est remplacé par un groupement tactique basé sur le 3e bataillon du Royal 22e Régiment (R22eR).
En août 2008, le 3RCR retourne en Afghanistan, afin de remplacer le 2e bataillon du PPCLI. Il quitte l'Afghanistan en février 2009.
Le 5 mai 2010, la force opérationnelle 1-10 basé sur le groupement tactique du 1er bataillon du RCR prend la relève du 1er bataillon du PPCLI. Le 27 novembre 2010, le 1RCR laisse à son tour place au 1er bataillon du R22R.

## Honneurs de bataille
Le RCR a reçu plusieurs honneurs de bataille depuis sa formation en 1883. De plus, la liste des honneurs de bataille du Royal Canadian Regiment inclut également les honneurs de bataille des unités qui ont été intégrées au régiment.
| Guerres et opérations                                      | Honneurs de bataille              | Dates                                             |
| Avant la Première Guerre mondiale                          | Avant la Première Guerre mondiale | Avant la Première Guerre mondiale                 |
| ---------------------------------------------------------- | --------------------------------- | ------------------------------------------------- |
| Rébellion du Nord-Ouest                                    | Saskatchewan                      |                                                   |
| Rébellion du Nord-Ouest                                    | Nord-Ouest du Canada, 1885        |                                                   |
| Seconde guerre des Boers                                   | Paardeberg                        |                                                   |
| Seconde guerre des Boers                                   | Afrique du Sud, 1899-1900         |                                                   |
| Première Guerre mondiale                                   |                                   |                                                   |
| Opérations estivales de 1915                               | Ypres, 1915                       | 22 avril au 25 mai 1915                           |
| Opérations estivales de 1915                               | Gravenstafel Ridge                | 22 et 23 avril 1915                               |
| Opérations estivales de 1915                               | St Julien                         | 24 avril au 4 mai 1915                            |
| Opérations estivales de 1915                               | Festubert, 1915                   | 15 au 25 mai 1915                                 |
| Opérations locales de 1916 (avant l'offensive alliée)      | Mont Sorrel                       | 2 au 13 juin 1916                                 |
| Opérations de la Somme (1er juillet au 18 novembre 1916)   | Somme, 1916                       | 1er juillet au 18 novembre 1916                   |
| Opérations de la Somme (1er juillet au 18 novembre 1916)   | Pozières                          | 23 juillet au 3 septembre 1916                    |
| Opérations de la Somme (1er juillet au 18 novembre 1916)   | Flers-Courcelette                 | 15 au 22 septembre 1916                           |
| Opérations de la Somme (1er juillet au 18 novembre 1916)   | Hauteurs de l'Ancre               | 1er octobre au 11 novembre 1916                   |
| Offensive d'Arras (9 avril au 15 mai 1917)                 | Arras, 1917                       | 9 avril au 4 mai 1917                             |
| Offensive d'Arras (9 avril au 15 mai 1917)                 | Vimy                              | 9 au 14 avril 1917                                |
| Offensive d'Arras (9 avril au 15 mai 1917)                 | Arleux                            | 28 et 29 avril 1917                               |
| Offensive d'Arras (9 avril au 15 mai 1917)                 | Scarpe, 1917                      | 3 et 4 mai 1917                                   |
| Offensive d'Arras (9 avril au 15 mai 1917)                 | Côte 70                           | 15 au 25 août 1917                                |
| Offensive de Flanders (7 juin au 10 novembre 1917)         | Ypres, 1917                       | 31 juillet au 10 novembre 1917                    |
| Offensive de Flanders (7 juin au 10 novembre 1917)         | Passchendaele                     | 12 octobre 1917 et 26 octobre au 10 novembre 1917 |
| L'avance en Picardie (8 août au 3 septembre 1918)          | Amiens                            | 8 au 11 août 1918                                 |
| Percée de la ligne Hindenburg (26 août au 12 octobre 1918) | Arras, 1918                       | 26 août au 3 septembre 1918                       |
| Percée de la ligne Hindenburg (26 août au 12 octobre 1918) | Scarpe                            | 26 au 30 août 1918                                |
| Percée de la ligne Hindenburg (26 août au 12 octobre 1918) | Ligne Drocourt-Quéant (en)        | 2 et 3 septembre 1918                             |
| Percée de la ligne Hindenburg (26 août au 12 octobre 1918) | Ligne Hindenburg                  | 12 septembre au 9 octobre 1918                    |
| Percée de la ligne Hindenburg (26 août au 12 octobre 1918) | Canal du Nord                     | 27 septembre au 2 octobre 1918                    |
| Percée de la ligne Hindenburg (26 août au 12 octobre 1918) | Cambrai, 1918                     | 8 et 9 octobre 1918                               |
| Picardie (17 octobre au 11 novembre 1918)                  | Poursuite de Mons                 | 11 novembre 1918                                  |
| France et Flandres (1914 à 1918)                           | France et Flandres, 1914-18       |                                                   |
| Seconde Guerre mondiale                                    |                                   |                                                   |
| Débarquement en Sicile                                     | Débarquement en Sicile            | 9 au 12 juillet 1943                              |
| Débarquement en Sicile                                     | Valguarnera                       | 17 au 19 juillet 1943                             |
| Débarquement en Sicile                                     | Agira                             | 24 au 28 juillet 1943                             |
| Adrano                                                     | Adrano                            | 29 juillet au 7 août 1943                         |
| Adrano                                                     | Regalbuto                         | 29 juillet au 3 août 1943                         |
| Sicile (1943)                                              | Sicile, 1943                      | 9 juillet au 17 août 1943                         |
| Sicile (1943)                                              | Débarquement à Reggio             | 3 septembre 1943                                  |
| Sicile (1943)                                              | Motta Montecorvino                | 1er au 3 octobre 1943                             |
| Sicile (1943)                                              | Campobasso                        | 11 au 14 octobre 1943                             |
| Sicile (1943)                                              | Torella                           | 24 au 27 octobre 1943                             |
| Sicile (1943)                                              | San Leonardo                      | 8 au 9 décembre 1943                              |
| Sicile (1943)                                              | The Gully                         | 10 au 19 décembre 1943                            |
| Sicile (1943)                                              | Ortona                            | 20 au 28 décembre 1943                            |
| Cassino II                                                 | Cassino II                        | 11 au 18 mai 1944                                 |
| Cassino II                                                 | Ligne Gustave                     | 11 au 18 mai 1944                                 |
| Vallée de la Liri                                          | Vallée de la Liri                 | 18 au 30 mai 1944                                 |
| Vallée de la Liri                                          | Ligne Hitler                      | 18 au 24 mai 1944                                 |
| Ligne gothique                                             | Ligne gothique                    | 25 août au 22 septembre 1944                      |
| Passage Lamone                                             | Traversée Lamone                  | 2 au 13 septembre 1944                            |
| Passage Lamone                                             | Crête Misano                      | 3 au 5 septembre 1944                             |
| Ligne Rimini                                               | Ligne Rimini                      | 14 au 21 septembre 1944                           |
| Ligne Rimini                                               | San Martino - San Lorenzo         | 14 au 18 septembre 1944                           |
| Ligne Rimini                                               | Pisciatello                       | 16 au 19 septembre 1944                           |
| Ligne Rimini                                               | Fosso Vecchio                     | 16 au 18 décembre 1944                            |
| Italie (1943-45)                                           | Italie, 1943-45                   | 3 septembre 1943 au 22 avril 1945                 |
| Italie (1943-45)                                           | Apeldoorn                         | 11 au 17 avril 1945                               |
| Italie (1943-45)                                           | Nord-Ouest de l'Europe, 1945      |                                                   |
| Guerre de Corée                                            |                                   |                                                   |
| Opérations des Nations unies - Corée, 1950-53              | Corée, 1951-53                    |                                                   |
| Guerre d'Afghanistan                                       |                                   |                                                   |
| Afghanistan                                                |                                   |                                                   |

## Traditions

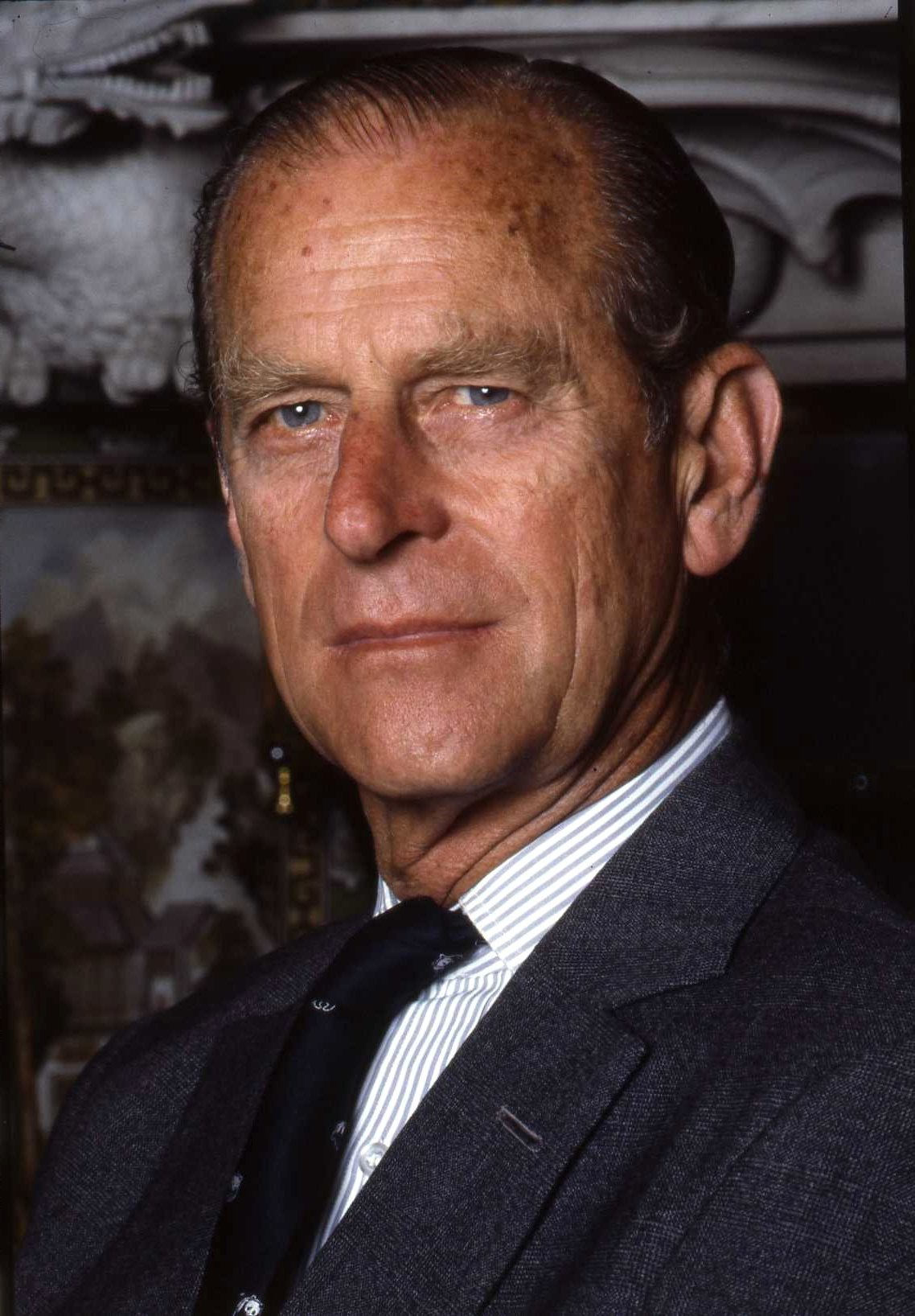
Le prince Philip, duc d'Édimbourg, colonel-en-chef du régiment

Le colonel-en-chef du Royal Canadian Regiment est le prince Philip depuis le 8 décembre 1953,. Son seul prédécesseur est le prince Arthur, duc de Connaught et de Strathearn, qui occupa cette position de 1929 jusqu'à son décès en 1942. Le colonel du régiment est le major-général Walter M. Holmes, MBE, CD. Il occupe la position la plus senior au sein du régiment.
Le plus ancien membre toujours en service est le lieutenant-général Peter Devlin. Il est actuellement chef d'état-major de l'armée de terre.
La devise du régiment est « Pro Patria »,. Le régiment a aussi un slogan qui est « Never pass a fault », traduisible par « Ne jamais laisser passer une faute ».
L'insigne du régiment est une étoile diamantée à huit pointes avec au centre une corde entourant un cercle doré portant l'inscription « VRI » en lettres argentées qui est l'abréviation royale pour Victoria Regina Patrix de la reine Victoria. Le cercle doré central est surmonté de la couronne royale. Habituellement, il est normal pour un régiment de changer de badge avec la succession des souverains, donc pour la période de 1901 à 1913, la version officielle de l'insigne régimentaire était celle portant le chiffre royal d'Édouard VII puis de George V. Cependant, le régiment continua de porter le « VRI » pendant cette période tout en demandant son retour officiel. En 1919, le roi George V autorisa le port à perpétuité du « VRI », un privilège unique.

## Régiments affiliés
Le RCR a trois régiments affiliés :
- The Royal Gloucestershire, Berkshire and Wiltshire Regiment ( Royaume-Uni)
- The Royal Regiment of Fusiliers ( Royaume-Uni)
- The Jamaica Regiment ( Jamaïque)